# Covestro
Covestro est une entreprise chimique spécialisée dans la science des matériaux. 

## Histoire
Elle est issue d'une scission de Bayer en 2015, qui en détient alors la majorité des parts. En septembre 2017, la participation de Bayer dans Covestro passe à 24,6 % après plusieurs ventes successives d'actions.
En mai 2018, Bayer vend une participation de 10,4 % dans Covestro pour 1,8 milliard d'euros, ne gardant alors qu'une participation de 6,8 % dans ce dernier. 
En septembre 2020, Covestro annonce l'acquisition des activités dédiées aux résines de DSM, pour 1,6 milliard d'euros.
En octobre 2024, Abu Dhabi National Oil Company annonce l'acquisition de Covestro pour environ 15 milliards d'euros, cette acquisition inclut un accord de maintien des effectifs en Allemagne jusqu'à 2032.

## Activités
- Mousse de polyuréthane souple pour les garnitures de meubles, de matelas et des sièges automobiles, et mousse de polyuréthane rigide pour immeubles et matériels de réfrigération.
- Polycarbonates hautes performances utilisés dans les composants automobiles, les structures de toitures et les appareils médicaux.
- Matières premières pour revêtements, adhésifs et films.

## Principaux actionnaires
Au 31 janvier 2020:
| Bayer Aktiengesellschaft                        | 7,54% |
| Norges Bank Investment Management               | 5,31% |
| Allianz Global Investors                        | 2,99% |
| The Vanguard Group                              | 2,70% |
| Amundi Asset Management (Investment Management) | 2,61% |
| DWS Investments                                 | 2,54% |
| DWS Investment                                  | 2,01% |
| APG Asset Management                            | 1,86% |
| Deka Investment                                 | 1,75% |